# Њу Хемпшир
Њу Хемпшир (енгл. New Hampshire), једна је од 13 првих америчких држава. Припада историјској територији Нове Енглеска. Налази се на северу и граничи се са Канадом. Главни град је Конкорд, а највећа популација становништва је у Манчестеру који има отприлике 100.000 становника.
Познатије особе рођене у Њу Хемпширу: Алан Шепард (други човек, а први Американац у свемиру), Ден Браун (писац књига Да Винчијев код, Анђели и демони и Инферно који су доживели филмску адаптацију) и Адам Сандлер (комичар, глумац и редитељ).
Интересантно је да на таблицама Њу Хемпшира пише „живи слободно или умри“, што је и мото државе. Број становника државе је нешто изнад 1.200.000 становника. Њу Хемпшир је погодан за скијање, лов и риболов.

## Етимологија
Названа је по традиционалној грофовији Енглеске, Хемпшир.

## Демографија
| 1900.   | 1910.   | 1920.   | 1930.   | 1940.   | 1950.   | 1960.   | 1970.   | 1980.   | 1990.     | 2000.     | 2010.     |
| ------- | ------- | ------- | ------- | ------- | ------- | ------- | ------- | ------- | --------- | --------- | --------- |
| 411.588 | 430.572 | 443.083 | 465.293 | 491.524 | 533.242 | 606.921 | 737.681 | 920.610 | 1.109.252 | 1.235.786 | 1.316.470 |